# Echion Linea
L'Echion Linea è una struttura geologica della superficie di Europa.